# Bill Morrison
Bill Morrison (ur. 17 listopada 1965 w Chicago w USA) –
amerykański artysta, reżyser i producent filmów eksperymentalnych i dokumentalnych.
Jego pełnometrażowym debiutem był film Decasia z 2002 roku. W swoich filmach wykorzystuje technikę found footage.

## Wybrana filmografia
- 1990 – Night Highway
- 1992 – Photo Op
- 1997 – Film on Her
- 2001 – Ghost Trip
- 2002 – Trinity
- 2002 – Decasia
- 2003 – The Mesmerist
- 2004 – Light Is Calling
- 2006 – Who by Water
- 2010 – Spark of Being